# Gabriel de Broglie
Gabriel-Marie-Joseph-Anselme de Broglie-Revel, noto semplicemente come Gabriel de Broglie (Versailles, 21 aprile 1931 – Parigi, 8 gennaio 2025), è stato uno storico, politico e diplomatico francese, membro dell'Académie française.

## Biografia
Membro della Casata di Broglie, entrò a far parte dell'Académie française nel 2001, occupando il seggio numero 11 al posto di Alain Peyrefitte. Fu grand'ufficiale della Légion d'honneur.

## Opere
- 1972 - Le Général de Valence, ou L'Insouciance et la gloire  (Perrin)
- 1974 - Le Conseil d'État. Ouvrage collectif  (Éd. du C.N.R.S.)
- 1977 - Ségur sans cérémonie, ou La gaîté libertine  (Perrin)
- 1979 - Histoire politique de la Revue des deux mondes de 1829 à 1979  (Perrin)
- 1981 - L'Orléanisme ou La ressource libérale de la France  (Perrin)
- 1982 - Une image vaut dix mille mots. Essai sur la télévision  (Plon)
- 1985 - Madame de Genlis  (Perrin)
- 1987 - Le Français pour qu'il vive  (Gallimard)
- 1990 - Guizot  (Perrin)
- 1991 - La Vraie Madame Gervaisais. Introduction et présentation  (Société des Bibliophiles françois)
- 1995 - XIXe siècle, l'éclat et le déclin de la France  (Perrin)
- 2000 - Mac-Mahon  (Perrin)
- 2001 - Le Droit d'auteur et l'Internet  (PUF)